# Avel·lí Artís-Gener
Avel·lí Artís i Gener (Barcelona, 28 de maig de 1912 – 7 de maig de 2000) fou un periodista, escriptor, ninotaire, escenògraf, traductor, enigmista, director artístic de publicitat i corrector català. Més conegut com a Tísner, o bé amb els dos cognoms units, Artís-Gener. El 1990, fou un dels impulsors de l'edició en català del joc de taula Scrabble.

## Biografia
El seu pare era un impressor de Vilafranca del Penedès i la mare era del Vendrell. Tingué quatre germans.
Format a la Llotja, Avel·lí Artís-Gener s'inicià en el món de l'humor gràfic el 1928, a l'edat de setze anys, fent caricatures d'amagat a casa que passava per sota la porta de la redacció del setmanari d'humor Papitu, que les començà a publicar. Un any més tard, seguí el mateix procediment amb els seus primers escrits, al periòdic Mirador. El 1931 es consolidà com a ninotaire al setmanari El Be Negre, referent satíric de l'època. El 1932 col·laborà regularment al Diari Mercantil i, durant la Segona República, ho feu a L'Opinió, La Rambla. Esport i ciutadania i La Publicitat. El 1936, juntament amb Pere Calders, passaren a ser codirectors del setmanari humorístic L'Esquella de la Torratxa.

### La Guerra Civil
Just després de l'inici de la Guerra civil espanyola, s'exilià a París, amenaçat de mort per la FAI. De seguida, però, tornà i s'allistà voluntari a les milícies populars i arribà a ser tinent coronel de l'Exèrcit Popular de la República. Entre el 1936 i el 1939 dirigí les publicacions destinades als combatents al front de combat: Meridià, Amic i Vèncer.
| «                   | Arribàvem a les filferrades i jo ja era en aquella fase inexplicable, que ho veus tot però no sents res. T'adones dels teus crits, però no sap per què vociferes. Veus que el lloc és perillós, que poden matar-te, però no saps per què avances. Ho has oblidat tot, el passat i el futur, i t'aferres a un present que se te'n va de les mans. | » |
| — 556 Brigada Mixta | |   |

Artís-Gener passà tota la guerra lluitant al front d'Aragó i al front de l'Ebre, destinat al Servei Cartogràfic de l'Exèrcit Popular, on feia, amb un equip de dibuixants, els mapes militars de què anava mancat l'exèrcit popular. En passar a França i abans de l'exili, s'estigué al camp de concentració del Coll d'Ares.

### L'exili mexicà
En acabar la guerra, a bord de l'Ipanema s'exilià a Mèxic, on visqué vint-i-cinc anys. S'identificà i adaptà profundament a la realitat mexicana, sense deixar de ser, alhora, un nacionalista català. En aquesta època s'enamora de la cultura precolombina, fruit de la qual sortí el seu llibre més reconegut, Paraules d'Opòton el Vell. A Mèxic va treballar a la ràdio i a la televisió com a escenògraf, per a la qual va fer més de 26.000 decorats. També va crear el sistema d'animació cinematogràfica anomenada de marioneta plana, amb què va realitzar diverses pel·lícules publicitàries i que també va introduir a la televisió. Allà també va poder viure de la pintura realitzant centenars d'aquarel·les..
Abans d'escriure en castellà en algun mitjà de comunicació mexicà, preferí deixar d'escriure i dedicar-se a altres tasques com ara correcció o direcció artística de publicitat. Només col·laborà com a ninotaire a les publicacions Full Català (inicis de la dècada del 1940), Quaderns de l'Exili, Revista de Refugiats d'Amèrica, Lletres, Pont Blau, Tele-revista (1943-1947) i La Nostra Revista (1946-1954). El 1955 creà La Nova Revista (1955-1958), hereva de l'anterior, fundada pel seu pare.
A Mèxic, hi va escriure els seus primers llibres i va recollir-hi material essencial per als següents i, finalment, guanyà un premi amb un conte en castellà, Sesenta pesos de delirio, premiat per un jurat on hi havia Juan Rulfo i entregat pel ministre d'Educació. A Mèxic, amb Lluïsa Mercadet, tingué cinc fills: Mireia, Graciel·la, Glòria, Raimon i Mònica, i hi morí el seu pare.

### El retorn a Catalunya
El 1965 tornà als Països Catalans i arribà a Barcelona amb la seva dona i els tres fills més petits el 31 de desembre. Inicialment, no li concedeixen el carnet de periodista, però gràcies a coneixences personals començà a publicar al diari El Correo Catalán i, fruit de la intercessió del seu cosí Sempronio, director de Tele/eXpres, passà a ser subdirector del setmanari en català Tele/Estel. En aquesta època començà a entrar en contacte amb les noves generacions d'escriptors catalans.
En 1970 va traduir al català l'obra de Gabriel García Márquez Cent anys de solitud. Durant aquesta dècada participa en la revifalla del PEN Català i en la creació, l'any 1977, de l'Associació d'Escriptors en Llengua Catalana (AELC), de la qual fou president.
Acabat el franquisme, col·laborà com a articulista i ninotaire en diversos mitjans: Avui, El Periódico, Catalunya Informació, L'Avenç, Serra d'Or, Canigó, Cultura, El Triangle, El Món, Presència i Espais mediterranis, entre d'altres. Entre el 1984 i el 1990 feu els mots encreuats de La Vanguardia. A principis de la dècada del 1990, començà a fer-los al diari El País i, entre el 1997 i el 1998, col·laborà en un programa d'entreteniment a TV3, Bon dia, Catalunya, amb la secció «El pis d'en Tísner»
El 1982, guionitzà la campanya de Normalització lingüística del català del personatge Norma, amb dibuixos de Lluís Juste de Nin. El mateix any es presentà com a candidat a senador per Nacionalistes d'Esquerra a les eleccions generals espanyoles de 1982, sense arribar a ser escollit. L'any 1993 s'incorporà a Esquerra Republicana de Catalunya, conjuntament amb altres companys de Nacionalistes d'Esquerra, com Jordi Carbonell.
El 1988 rebé la Creu de Sant Jordi i, el 1990, els Premi Ciutat de Barcelona de Narrativa Catalana i el Crítica Serra d'Or de biografies i memòries pel primer volum de Viure i veure. Participà en la fundació de l'AELC, i en fou el president entre 1990 i 1994. El 1997 fou distingit amb el Premi d'Honor de les Lletres Catalanes i amb el Premi Trajectòria.
Avel·lí Artís-Gener morí a Barcelona el 7 de maig de l'any 2000 a causa d'un infart de miocardi. L'any 1993 havia fet donació a la Biblioteca de Catalunya de la seva biblioteca personal.
Des de l'any 2015, la Plataforma per la Llengua organitza el Concurs Tísner de Creació de Jocs de Català, obert a les escoles de tot el domini lingüístic.

## Obra publicada
- 556 Brigada Mixta (1945)
- Les dues funcions del circ (1966)
- Guia inútil de Barcelona (1967)
- Paraules d'Opòton el Vell (1968)
- Prohibida l'evasió (Premi Prudenci Bertrana 1969)
- Al cap de vint-i-sis anys
- L'Enquesta del Canal 4 (Premi Sant Jordi 1972)
- El pla de la calma (1974)
- Història en historieta de Catalunya
- Les nostres coses
- Festes populars a Catalunya (1980)
- Lluminosa, acolorida Barceloneta
- Mèxic: una radiografia i un munt de diapositives (1981)
- Els gossos d'Acteó (1983)
- L'invent més gran del segle vint (1984)
- L'arriscada expedició dels pitecantrops del Montgrony (1985)
- Trenquem-nos una mica la closca? (1985)
- El boà taronja (1986)
- Viure i veure (memòries en quatre volums: 1989, 1990, 1991 i 1996)
- Vicenç Riera Llorca: fent memòria.
- Els mots encreuats de Tísner.
- Ciris trencats (La Campana, 1997)
- Més ciris trencats (La Campana, 1998)

### Traduccions al català
- A sang freda, de Truman Capote (1966)[16]
- Cent anys de solitud, de Gabriel García Márquez (1970)
- Holocaust, de Gerald Green (1979)
- Crònica d'una mort anunciada, de Gabriel García Márquez (1982)
- L'Aleph, de Jorge Luis Borges (1983)
- Els cadells i altres narracions, de Mario Vargas Llosa (1984)
- El temps, aquest gran escultor, de Marguerite Yourcenar (1984)
- La solitud del corredor de fons, d'Alan Sillitoe (1985)